# Julio Meléndez
Julio Meléndez Calderón (Lima, 11 aprile 1942) è un ex calciatore peruviano, di ruolo difensore.
Fu preso in considerazione nell'eleggere la squadra ideale del Boca Juniors di tutti i tempi.

## Caratteristiche tecniche
Difensore elegante, sicuro e dotato di grande tecnica. È uno degli stranieri meglio ricordati e celebrati del Boca Juniors: "Y ya lo ve, y ya lo ve / Es el peruano y su ballet",  (“E già lo vedo, e già lo vedo / è il peruviano col suo balletto") era il coro ricorrente tra i tifosi del Boca Juniors durante la sua carriera in Argentina.

## Carriera

### Club
Ha iniziato la sua carriera nel Defensor Lima, debuttando nella Primera División peruviana nel 1961, giocando come terzino destro. Nel 1963 si trasferì al Sport Boys dove gioca come difensore centrale.
Nel 1968 fu acquistato dal Boca Juniors, dove formerà un grande due difensivo con Silvio Marzolini. In sua prima stagione mise in mostra un gioco molto competitivo. Nel 1969, Meléndez fa il salto di qualità: tanto che diventa il vero bastione difensivo ed il capitano della squadra e vince il Campionato nazionale e Coppa d'Argentina.
Nel 1970 vince il Campionato nazionale ancora come capitano.

### Nazionale
Con la Nazionale peruviana conquistò la Coppa America 1975.

## Palmarès

### Club

#### Competizioni nazionali
- Campionato peruviano: 1

Defensor Lima: 1974
- Campionato argentino: 2

Boca Juniors: 1969, 1970
- Coppa d'Argentina: 1

Boca Juniors: 1969

### Nazionale
- Copa America: 1

1975